# Josué (football)
Pour les articles homonymes, voir Josué (homonymie).
Josué Filipe Soares Pesqueira, plus connu sous le nom de Josué, né le 17 septembre 1990 à Ermesinde au Portugal, est un footballeur international portugais évoluant au poste de milieu de terrain au Coritiba FC.

## Biographie

### En sélection
Josué compte trois sélections avec l'équipe du Portugal. Lors du barrage retour en Suède, il fait un doigt d'honneur en direction des Suédois, un geste qui fera polémique (la nuit précédente, les joueurs portugais avaient été réveillés par des supporteurs suédois).

## Palmarès
- Coupe du Portugal : 2016